# Max Hecht
Max Karl Friedrich Hecht (27 de Janeiro de 1898 - 13 de Junho de 1980) foi um militar da Luftwaffe durante a Segunda Guerra Mundial. Foi condecorado com a Cruz de Cavaleiro da Cruz de Ferro pelo serviço prestado à Alemanha na Campanha do Norte de África, em 1942, como comandante do Flak-Regiment 135.